# Allgemeiner Schriftstellerverein
Der Allgemeine Schriftstellerverein war eine Interessenvereinigung in Berlin von 1900 bis 1934.

## Geschichte
Im April 1898 gründete der Publizist Max Hirschfeld die Literaturzeitschrift Die Feder. Im Oktober 1898 gründete er dazu die Unterstützungskasse für Schriftsteller und 1899 den Federclub. Dieser organisierte Lesungen, Theateraufführungen und bot die Möglichkeit der geselligen Begegnung.
Am 1. Oktober 1900 gründete Hirschfeld den Allgemeinen Schriftsteller-Verein. Dieser sollte Autoren vor allem finanziell unterstützen, sowohl bei der Durchsetzung ihrer Rechte, als auch in Notsituationen.
Außerdem wurden Schreibaufträge und Mitarbeiter vermittelt. Der Verein hatte bereits im ersten Jahr mehrere hundert Mitglieder und entwickelte sich schnell zum größten Schriftstellerverband im Deutschen Reich. Aufgenommen wurden auch Gelegenheitsautoren und Journalisten.
Max Hirschfeld führte den Allgemeinen Schriftstellerverein die gesamte Zeit. Von außenstehenden Kritikern wurden ihm wiederholt eine zu große Macht dort und unsaubere Geschäftspraktiken vorgeworfen.
1934 wurde der Allgemeine Schriftstellerverein wie die anderen Schriftstellerverbände in Deutschland aufgelöst und dem Reichsverband Deutscher Schriftsteller eingegliedert.

## Mitglieder
Zum Allgemeinen Schriftstellerverein gehörten zahlreiche erfolgreiche Autoren wie Karl May und Hermann Löns.
Vorstand
- Max Hirschfeld, 1900–1934, Vorsitzender
- M. W. Sophar, 1900–nach 1902
- Arthur Zapp, 1900–nach 1902
- Selma Jaffé, 1900–nach 1930, II. Vorsitzende 1930

Weitere Mitglieder
- Hedwig Courths-Mahler
- Isolde Kurz
- Hermann Löns
- Karl May, seit 1901
- Hanns von Zobeltitz